# Giuliano Brigantino
Giuliano Brigantino (Colle di Val d'Elsa, 1510 circa – 1551) è stato un religioso e teologo italiano.
Fra Giuliano Brigantino, è noto anche con il nome di Giuliano da Colle (Iulianus Collensis).
Fu un predicatore agostiniano che cercò di diffondere anche in Italia le idee luterane. Fu attivo, oltre che in Toscana, in Lombardia, in Veneto e in Romagna.
Per questa sua attività fu spesso richiamato dai suoi superiori che sovente lo trasferirono di sede: fu infatti a Milano (1544-1546), a Ferrara, a Pavia (1543), a Vicenza, a Siena (nel 1549). 
Fu a Bologna dal 1539 al 1542, come reggente dello Studio di San Giacomo. A Venezia prese parte ad incontri con altri seguaci del protestantesimo luterano e con adepti fedeli a Juan de Valdés, i cosiddetti valdesiani.
Nel 1550, in Firenze, iniziò, assieme a Andrea Ghetti, una polemica con il gesuita Lorenzo Davidico che lo denunciò poi come eretico. Nel 1551, durante la quaresima, dopo una predica, fu convocato a Roma e qui arrestato e rinchiuso in carcere dalla Inquisizione romana, nonostante avesse ufficialmente rinnegato, dal pulpito della Chiesa di Santo Spirito a Firenze, le sue idee luterane. Morì in carcere nello stesso anno del suo arresto.

## Opere
- Tractatus de certitudine gratiae Dei et salutis nostrae
- Exameron D. Aegidii Columnae Romani Archiepiscopi Bithuricensis